# Ryczou
Ryczou (biał. Рычоў; ros. Ричёв, Riczow) – agromiasteczko na Białorusi, w obwodzie homelskim, w rejonie żytkowickim, siedziba administracyjna sielsowietu. W 2009 roku liczyło 427 mieszkańców.